# Manduca franciscae
Manduca franciscae, là một loài bướm đêm thuộc họ Sphingidae. M. franciscae, gặp ở Venezuela.

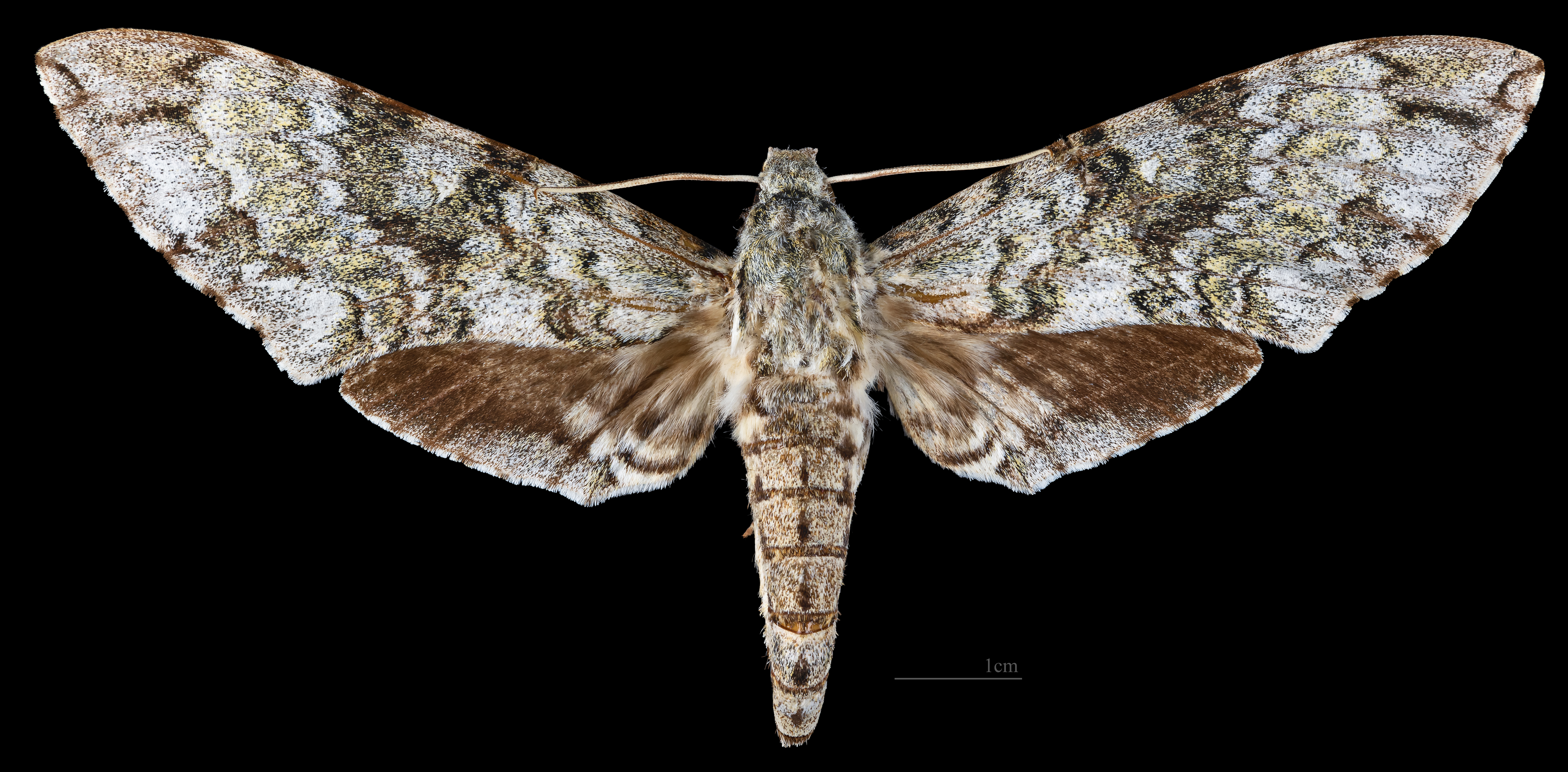
Female dorsal
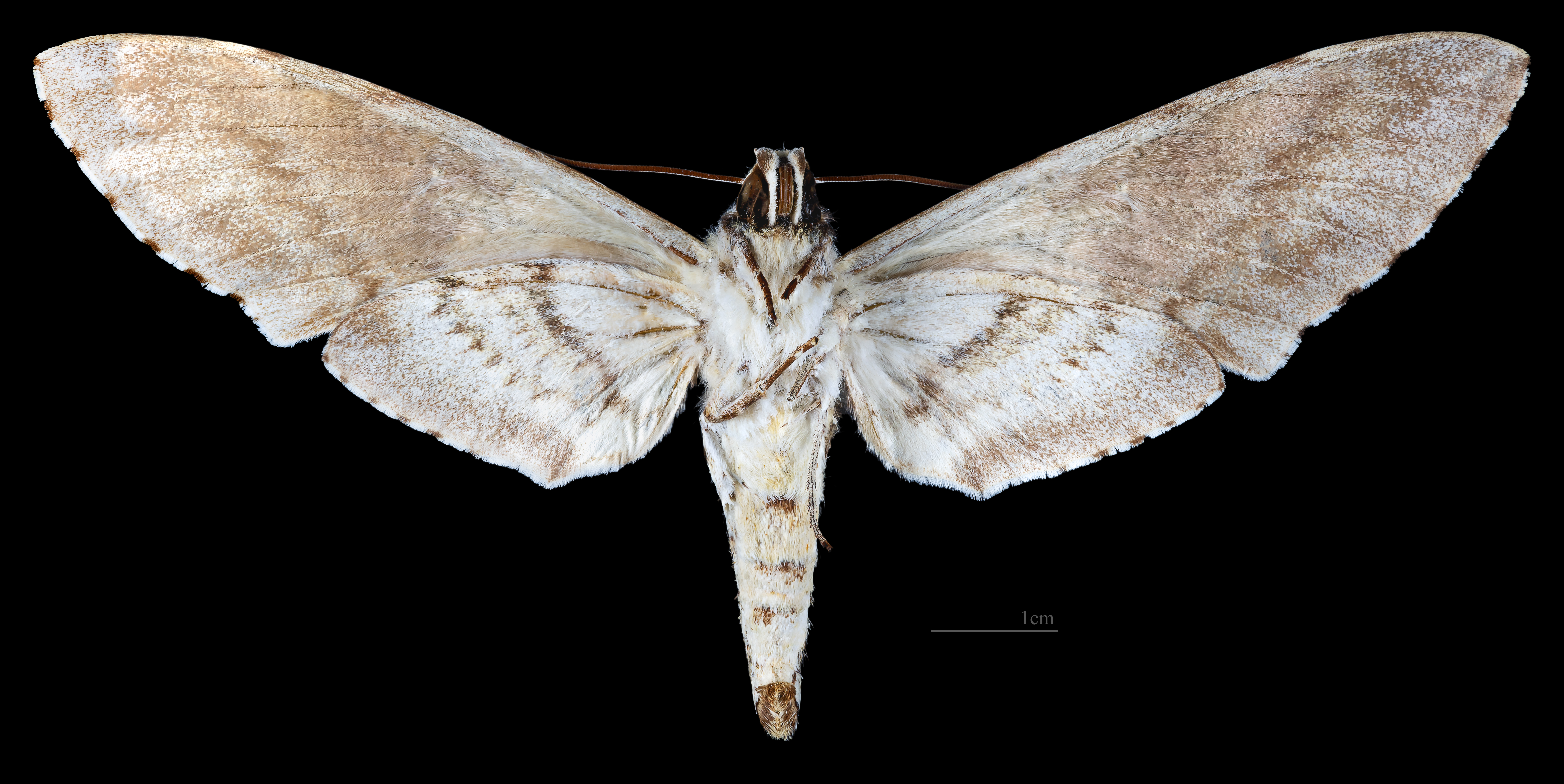
Female ventral